# Abelvattnet
Der Abelvattnet ist ein See in der nordschwedischen Provinz Västerbotten. Der See hat eine Fläche von 32,6 km² und befindet sich rund 22 km südsüdwestlich von Tärnaby in der Gemeinde Storuman. Der Abfluss des aus dem Arevattnet und dem Ropen gespeisten Sees erfolgt über den Gejmån zunächst in den See Bleriken und von diesem in den See Stor-Björkvattnet.

## Kraftwerk
Der See wurde ab 1961 von einem 600 Meter langen und 18 Meter hohen Damm aufgestaut. Der Wasserstand im Teich variiert seitdem zwischen 652 und 668 Meter über dem Meeresspiegel. 2010 wurde ein Wasserkraftwerk fertiggestellt, dass den vorhandenen Damm verwendet. Die Anlage verfügt über eine 4,6-MW-Kaplanturbine mit einer durchschnittlichen jährlichen Stromerzeugung von 14,7 GWh.